# Dolmen de Las Apostados
Le dolmen de Las Apostados, aussi appelé dolmen du Camp del Prat, est un dolmen situé dans la commune de Trilla, dans les Pyrénées-Orientales, en France.

## Situation
Le dolmen de las Apostados se trouve dans la commune de Trilla, à 500 m du village, dans un replat nommé Camp del Prat, à une altitude de 360 m, surplombant à l'ouest et au nord la vallée du fleuve Agly, et à l'est la vallée du Rec de la Llèbre. 
Il est accessible par la route départementale D9b qui relie Trilla à Ansignan via un chemin de traverse. En randonnée pédestre, ce mégalithe se trouve près d'un sentier balisé proche du GRP Tour des Fenouillèdes. Un sentier de petite randonnée appelé Sentier des Dolmens en Fenouillèdes permet de rejoindre le dolmen de los Apostados et son voisin, le dolmen de Las Colombinos situé à moins d'un kilomètre, par une boucle passant également par le village de Trilla et le lac de Caramany.

## Historique
Le toponyme Las Apostados apparaît près du Camp del Prat dans le cadastre napoléonien de Trilla en 1812. Ce nom désigne des pierres superposées. Le premier auteur mentionnant ce dolmen est André Vigo en 1961.

## Description
Le dolmen est en apparence du type simple, mais il a été probablement été remanié car il a été utilisé comme abri sur une parcelle anciennement exploitée et on ne peut exclure qu'il existait à l'origine un couloir désormais disparu. Le dolmen se singularise par l'existence d'une chambre funéraire plus large (1,70 m) que profonde (1 m). Elle est couverte d'une dalle de 2,45 m de large pour 1,50 m de profondeur et 30 cm d'épaisseur et délimitée par deux orthostates latéraux. La dalle de chevet a disparu, elle a été remplacée par un petit muret, mais une pierre plus grande que les autres (0,90 m) correspond peut-être au vestige du chevet original. Une autre particularité de ce dolmen est d'être ouvert vers l'ouest alors que la majorité des dolmens de la région ouvrent vers l'est et le sud-est. Toutes les dalles sont en gneiss d'origine locale.  Il ne reste rien du tumulus, si ce n'est peut-être un tas de pierres visible à quelques mètres à l'ouest du dolmen. 

Coupe latérale d'un dolmen avec chambre funéraire recouvert d'un tumulus.
Hypothèse no 1 : plan type d'un dolmen simple dit « chambre pyrénéenne ».
Hypothèse no 2 : plan type d'un dolmen à couloir.

Le matériel archéologique associé comprend une armature de flèche foliacée et deux petits tessons de céramique atypique. Il est donc difficile de dater le dolmen mais son architecture pourrait indiquer une appartenance à la culture chasséenne méridionale (Néolithique moyen) ou à la culture campaniforme (âge du cuivre). Le dolmen, ainsi que le dolmen de Las Colombinos distant d'un peu moins de 1 km, sont situés sur deux collines faisant face à la vallée de l'Agly, mais sont aussi séparés par le vallon profond du Rec de la Llèbre : cette disposition pourrait correspondre à un bornage territorial préhistorique. 